# سفير الأمم المتحدة للنوايا الحسنة

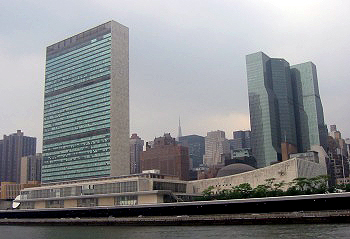
مبني الأمم المتحدة بنيويورك

سفير الأمم المتحدة للنوايا الحسنة (بالإنجليزية:   Goodwill Ambassador of the United Nations)‏؛ تلجأ الأمم المتحدة إلى التعاون مع شخصيات عامة لها مكانة في منطقتها للقيام ببعض الأعمال الإنسانية، ويطلق على هذه الشخصية (سفير الأمم المتحدة للنوايا الحسنة) وهو تكليف تشريفي لمشاهير العالم من قبل المنظمات المختلفة للأمم المتحدة، وهي ليست صفة سياسية دبلوماسية كالتي يحملها سفراء الدول المختلفة لدى الدول الأخرى. وأهداف هذا التكليف هو المساعدة في دعم مختلف القضايا التي تعالجها الأمم المتحدة سواء كانت اجتماعية أو إنسانية أو اقتصادية أو متعلقة بالصحة والغذاء. فالغرض من استخدام المشاهير أن شهرتهم تساهم في نشر الوعي والدعم تجاه هذه القضايا. ويمكن لهذا التكليف أن يكون على مستوى دولي أو إقليمي أو محلي في نطاق دولة الشخصية الشهيرة.
يوجد هناك منظمات تابعة للأمم المتحدة لها سفراء النوايا الحسنة و منهم:
- سفراء النوايا الحسنة لمفوضية الأمم المتحدة لشؤون اللاجئين.
- سفراء النوايا الحسنة لمنظمة الأغذية و الزراعة التابعة للأمم المتحدة.
- سفراء النوايا الحسنة لليونسيف.
- سفراء النوايا الحسنة لليونسكو.

## من هم سفراء النوايا الحسنة
سفراء النوايا الحسنة هم مجموعة من الشخصيات العامة الأكثر تأثيراً وشهرة والذين يوفرون الدعم للمفوضية في كل ركن من أركان العالم. يسخرون نفوذهم خدمة لقضايا اللاجئين والأشخاص الذين تعنى بهم المفوضية ويظهرون تفانياً لا مثيل له.

## المنظمات والهيئات
المنظمات التي لها سفراء نوايا حسنة:
- منظمة الأمم المتحدة للتربية والعلم والثقافة - اليونسكو - (بالإنجليزية: UNESCO)‏
- برنامج الأمم المتحدة الإنمائي - (بالإنجليزية: UNDP)‏
- صندوق الأمم المتحدة للسكان - (بالإنجليزية: UNFPA)‏
- مفوضية الأمم المتحدة لشؤون اللاجئين - (بالإنجليزية: UNHCR)‏
- صندوق الأمم المتحدة للأطفال - اليونيسيف - (بالإنجليزية: UNICEF)‏
- منظمة الأمم المتحدة للإنماء الصناعي - يونيدو - (بالإنجليزية: UNIDO)‏
- صندوق الأمم المتحدة لتنمية المرأة - يونيفيم - (بالإنجليزية: UNIFEM)‏
- منظمة الصحة العالمية - الهو - (بالإنجليزية: WHO)‏

### بعض من سفراء النويا الحسنة
- الشيخة ريما الصباح
- أنجلينا جولي
- ديديه دروجبا
- نانسي عجرم
- عادل إمام [4]
- دريد لحام
- جاكي شان [5]
- حسين فهمي
- يزيد الراجحي
- الأمير فيصل بن تركي
- د. نصير شاهر الحمود
- سامي الجابر
- منى واصف
- ميسي
- صفية العمري
- أودري هيبورن
- جورجيو أرماني
- بهية الحريري [6]
- جان ميشال جار [6]
- صوفيا لورين
- فايز المالكي
- كاظم الساهر
- أناطولي كاربوف
- كريم الغربي

```
محمد عساف
```

## استقالة بعض السفراء
استقال بعض السفراء العرب من تكليفهم بمهمة «سفير النوايا الحسنة» احتجاجا على بعض المواقف الدولية والإقليمية كما حدث في حرب لبنان عام 2006. ومنهم سعاد عبد الله وصفية العمري وجمال سليمان وحسين فهمي ودريد لحام.

## وصلات خارجية
- الموقع الرسمي للأمم المتحدة